# Crêt du Nû
Le crêt du Nû est un sommet du massif du Jura culminant à 1 351 m d'altitude, situé dans le département de l'Ain, en France.

## Géographie
Le crêt du Nû est situé sur le territoire de la commune d'Injoux-Génissiat, dans la région du Bugey. Il domine à l'est la vallée du Rhône, situé 1 000 m plus bas, et le plateau de Retord à l'ouest, situé 150 m plus bas.
On y accède par un chemin qui démarre au nord par la ferme du Tumet et rejoint la croix des Terments plus au sud ; il permet de rejoindre les Plans d'Hotonnes.

## Dans la culture
L'écrivain et poétesse bugiste, Delphine Arène a publié dans un recueil Les Petites Heures un document sur une « nuit d'août au crêt du Nû ».